# Archaeovenator
Archaeovenator is een geslacht van uitgestorven varanopide synapsiden, bekend uit het Laat-Carboon van Greenwood County, Kansas. 

## Naamgeving
Het werd benoemd in 2003 door Robert R. Reisz en David W. Dilkes. De typesoort is Archaeovenator hamiltonensis. De geslachtsnaam is afgeleid van het Grieks archaios en het Latijn venator, wat samen 'oeroude jager' betekent. De soortaanduiding is vernoemd naar de vindplaats Hamilton Quarry.
Het is bekend van het holotype KUVP 12483, een driedimensionaal geconserveerd, bijna compleet en in verband liggend skelet, inclusief de schedel, met ledematen en gordels die enigszins gescheiden zijn van het postcraniale skelet. Het werd eind jaren tachtig verzameld in de Hamilton-steengroeve van de Calhouns Shale-formatie van de Shawnee Group, daterend uit het Virgiliaanse stadium (of als alternatief het Laat-Kasimovien tot het Vroeg-Gzhelien) van de late Pennsylvanian Series, ongeveer driehonderd miljoen jaar geleden. Toen de kalksteenblokken waarin het fossiel bewaard was gebleven werden gespleten, spleten ook de beenderen doormidden. Diane Scott herstelde tijdens haar preparatie een deel van de schade met kunsthars. Helaas resulteerde een poging om meer van de botten bloot te leggen door een zuurbad in nog meer schade.

## Beschrijving
Archaeovenator is klein voor een vroege synapside met een lichaamslengte van ruim een voet.

Groottevergelijking

Enkele verschillen werden vastgesteld met andere varanopiden. De tanden hebben een eenvoudige kegelvorm, zonder veel naar achteren gekromd te zijn. Het bovenkaaksbeen heeft geen opgaande tak. Het postorbitale heeft geen bult op de buitenste zijkant. De doornuitsteeksels en wervelbogen hebben geen uithollingen.
De opgaande tak van de praemaxilla richting neusbeen is achteraan overdwars verbreed. In het bovenkaaksbeen staan naar schatting negenentwintig tanden.

## Fylogenie
In 1988 dacht Reisz nog dat het om een klein lid van de Diapsida ging. Later besefte hij dat het een synapside betrof. De plaats van een vermeend bovenste slaapvenster wordt in feite ingenomen door de binnenste tak van het postorbitale die onder het wandbeen doorgroeit. Archaeovenator is de oudste en meest basale bekende varanopide, omdat het het zustertaxon is van alle andere bekende varanopiden. In 2003 concludeerde Reisz ook dat de correcte spelling van de groep Varanopidae was en niet Varanopsidae of Varanopseidae. Hierin is hij door de meeste onderzoekers gevolgd.